# بنو ديلمتش
بنو ديلمتش إمارة تأسست في شرق الأناضول في القرن الحادي عشر. بعد انتصار السلاجقة في معركة ملاذكرد سنة 1071 بدأت القبائل التركية المنتصرة في الاستقرار في الأناضول. أعطى السلطان السلجوقي مدينة بدليس للقائد محمد ديلمتش كإقطاع في سنة 1085. بعد أن توفي محمد فس سنة 1104 خلفه ابنه أصلان طوغان وقد خضع أصلان لسيادة الأرتقيون في بداية حكمه وخاض إلى جانبهم العديد من المعارك في مواجهة الصليبيين. ومن أهم المعارك التي خاضها معهم هي معركة ساحة الدم فس سنة 1119. حاول أصلان بعد ذلك أم يستقل بإمارته وخاض العديد من المعارك للدفاع عن بدليس ضد هجمات الأرتقيين وشاهات الأرمن. كما قاتل خلفاء أصلان المملكة الجورجية والدانشمنديون. نتيجة لصغر هذه الإمارة قبل بالخضوع لسيادة الدول الأكبر كالأيوبيون والخوارزميون وإيلخانات المغول وتيمورلنك. في النهاية وبحلول عام 1410 تمكنت إمارة آق قويونلو من السيطرة على جميع أراضي هذه الإمارة.